# Сиддик (режиссёр)
Сиддик Исмаил (малаял. സിദ്ധിക്ക് ഇസ്മായിൽ; 1 августа 1954, Кочин — 8 августа 2023, Кочин, Керала) — индийский кинорежиссёр
 и сценарист, занятый преимущественно в индустрии кино на малаялам.

## Биография
Родился 1 августа 1954 года в малообеспеченной семье Зайнабы и Хаджи Исмаила Равутара в Коччи и был вторым из восьми детей.
Вместе с другом Лалом вступил в труппу Калабхаван и организовал популярное шоу «Парад парадистов». Свой путь в кино друзья начали с должности помощников режиссёров Фазиля и Камала. В 1986 году по сценарию Сиддика и Лала Сатьян Антикад снял фантастическую комедию Pappan Priyappetta Pappan, которая однако не имела успеха у зрителя. Талант дуэта смог раскрыться в следующем фильме Антикада Nadodikkattu (1987), герои которого рассмешили людей, несмотря на собственные страдания и бедность.
В 1989 году Сиддик и Лал дебютировали как режиссёры, сняв комедию Ramji Rao Speaking о трёх безработных, которые из-за ошибки в телефонном справочнике принимают участие в выкупе похищенной девочки. Фильм понравился зрителям и был переснят на семи языках Индии. Не менее успешным был In Harihar Nagar (1990), в центре сюжета которого — группа безработных молодых людей, пытающихся завоевать внимание девушки и в результате оказывающихся втянутыми в расследование убийства. За ним последовал «Крестный отец» (1991), рассказывающий о семье, глава которой поклялся не допускать в свой дом женщин. Фильм стал одним из самых больших хитов в истории кино на малаялам и демонстрировался в кинотеатрах около года. В 1992 году режиссёры сняли Vietnam Colony, показавшую попытки крупного бизнесмена выселить семьи рабочего класса из трущоб ради масштабного строительства. Фильм Kabooliwala (1994) стал их последней совместной работой. Хотя некоторые из написанных ими сюжетных линий были вдохновлены голливудскими фильмами, их трактовка коренилась в среде Кералы и содержала оригинальный, органичный юмор, большая часть которого, по словам Сиддика, была заимствована из реплик их друзей. Дуэт получил кинопремию штата Керала за лучший популярный фильм благодаря «Крёстному отцу».
Как самостоятельный режиссёр Сиддик в 1996 году снял фильм Hitler, частично повторяющий концепцию его «Крестного отца», на этот раз с чрезмерно опекающим братом, запрещающим любое общение мужчин со своими сестрами. Этот фильм и вышедшие вслед за ним «Друзья» и «Хронический холостяк» также стали большими хитами.
После успеха фильма Bodyguard в 2010 году режиссёр решил сам переснять его на тамильском, а после выхода в прокат «Охранника» в январе 2011 года сразу взялся за версию на хинди. Тамильская версия смогла поправить положение исполнителя главной роли Виджая после провала предыдущих проектов, а «Телохранитель» на хинди побил несколько рекордов кассовых сборов. Режиссёру также предлагали сделать версии на телугу и каннада, но он отказался, и был задействован в этих фильмах только как сценарист.
Его последующие фильмы, в том числе Ladies and Gentleman (2013), «Бхаскар-подлец» (2015) и «Большой брат» (2020), были лишены большей части юмора и разочаровали публику.
Режиссёр был госпитализирован в июле 2023 года из-за проблем с печенью. Впоследствии у него возникли проблемы с сердцем, и 8 августа он скончался в частной больнице в Коччи. У него остались жена Саджита и дочери Сумайя, Сара и Сукун.